# 静电

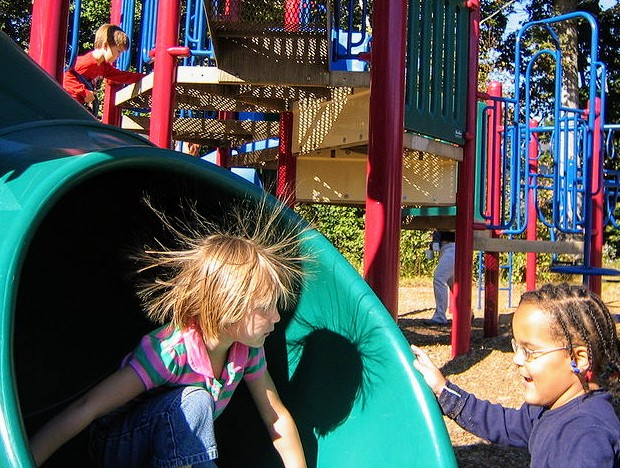
与滑梯之间的摩擦使左边的孩子带上了电，这使得他的头发互相排斥，且被塑料滑梯吸起

静电（英文：Static Electricity、Electrostatic 或 Electro-static）是电荷在物质系统中的不平衡分布产生的现象。用毛皮摩擦琥珀、丝绸摩擦玻璃棒等方法均能使物体带电。物体带电后，电荷会保持在物体上，除非被其他物体移走，所以称之为“静电”。静电与电流不同，后者是电荷在导体中的定向移动产生的电学现象。带电物体往往具有吸起轻小物体（比如纸屑）的性质。

## 起电

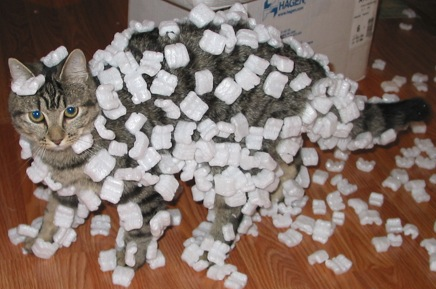
一隻貓由於其運動造成的摩擦而使毛髮帶電，導致包裝用泡棉受到吸引黏於貓身

使物体带上电荷叫做“起电”。组成物质的原子由带正电的原子核和带负电的电子组成。正常情况下，物体中正负电荷电量相等，对外不显示出电性，即不带电。在一定的外部作用下（比如摩擦），物体得到或失去一定数量的电子，使物体内部正负电荷电量不相等，物体就会对外呈现电性，即带电。物体带电后，可以使用靜電驗電器检验电荷的种类和多少。

### 摩擦起电
用摩擦的方法使非導體（絕緣體）带电叫做摩擦起电。两种絕緣體相互摩擦时，电子在物体之间发生转移，是摩擦起电的实质。两种物质接触时，由于两者的电子逸出功不同，电子会从低逸出功的物质流向高逸出功的物质。这是由于两物体接触点电势相同，高逸出功的物质对应电子能量更低。失去电子的物质逐渐带上正电，得到电子的物质逐渐带上负电，最终正负电荷建立的反向电场与使电子流动的效应抵消，电子的转移停止。
正负电荷的定义是由摩擦起电产生的。用丝绸摩擦过的玻璃棒上所带的电荷是正电荷，用毛皮摩擦过的橡胶棒所带的电荷是负电荷。这种命名法由本傑明·富蘭克林首先提出，一直沿用到现在。至于摩擦起电过程中电子的流向，仍没有很好的理论能够给予合理的解释:16。

### 静电感应

静电感应图解

静电感应是物体内的电荷因受外界电荷的影响而重新分布。这个现象由英国科学家约翰·坎通和瑞典科学家约翰·卡尔·维尔克分别在1753年和1762年发现。
当带正电的物体C被移近右边的导体时，导体内部能自由移动的电荷受到C产生的电场影响，左侧A端聚集负电荷，右侧B端聚集正电荷。此时若将此导体从中间切开，则A、B两部分分别带上等量的负电荷和正电荷。使A、B两部分重新接触后，它们所带电荷全部消失，回复原先的电中性状态。

## 放电
静电积累之后，由于不同物体电势不同，电荷通过瞬间电流发生转移的过程称为放电。冬季手和金属之间的火花、闪电等现象都属于放电。
物体由于积累静电而携带的能量取决于电荷量大小、物体的大小、物体的电容以及周围介质的相对介电常数。为了估算放电对精密仪器的影响，人体通常由一个电容为100pF，电压4000到35000伏特的电容器代替，以此进行研究。当人们触摸物体时，这些能量在不到1毫秒的时间内释放出来。虽然释放的能量很小（大约为0.001焦耳的数量级），但仍能对敏感的仪器造成损害。更大的物体能储存更多的能量，甚至能对人体造成直接危害，或者产生足以点燃可燃气体或粉尘的电火花。

### 闪电

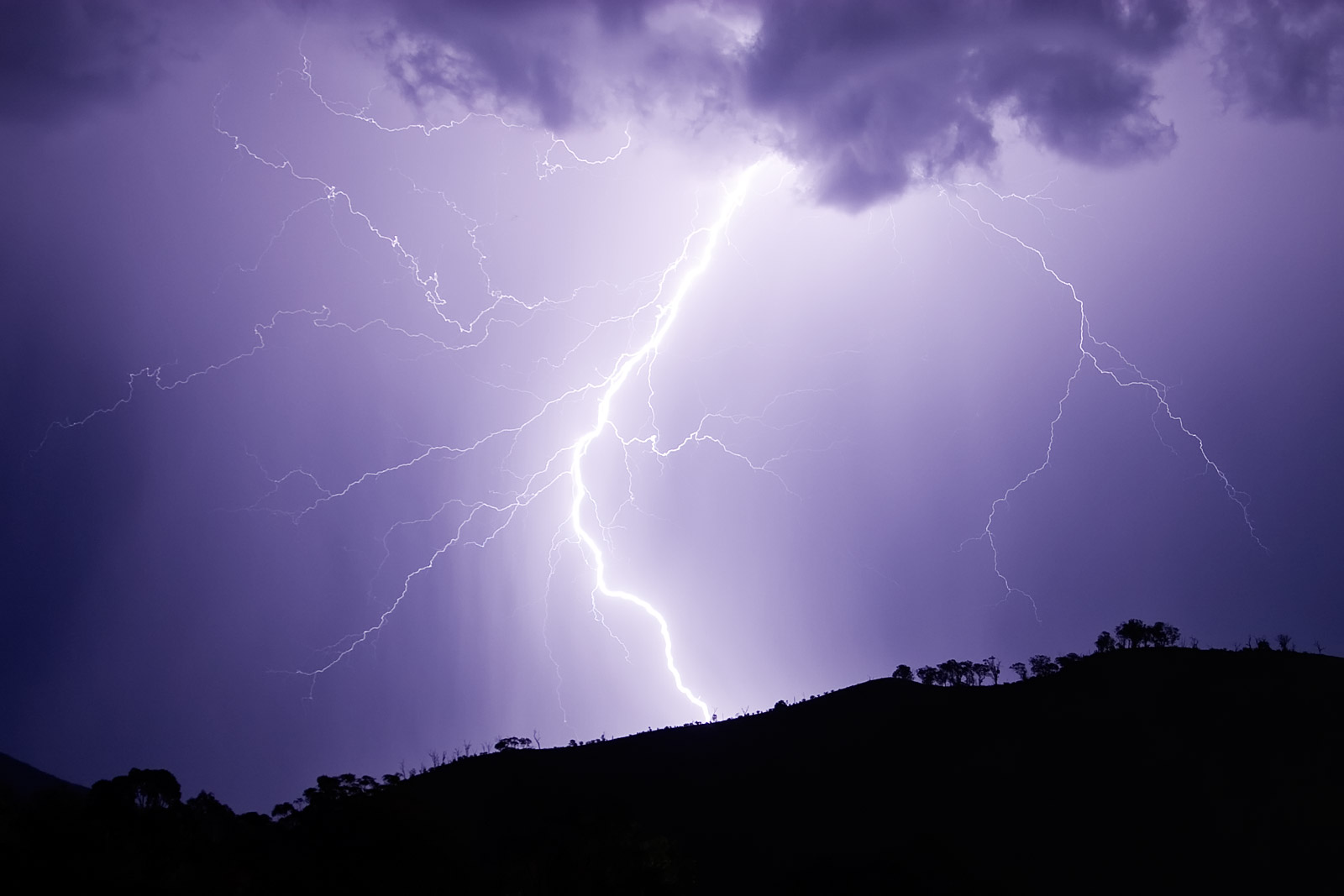
闪电：自然界中最常见的放电

闪电是自然界中最典型的放电现象。普遍认为，闪电发生前积累在云层中的电荷是由云层中的冰晶颗粒之间的接触摩擦产生的。当云和云之间或云层和地面之间的电势差足够大时，空气被击穿形成电流，即为闪电。放电形成的电流加热了周围的空气，产生亮光和声音。

### 可燃性流体
可燃性流体中积聚的静电一旦发生放电，产生的电火花可能会引起爆炸。
充分混合的粉状物质或者不易导电的流体在管道中流动时，或受到机械搅拌时，容易因摩擦而积累静电。而可燃的粉末充分混合于空气中时，会变得极其易燃易爆。一旦静电放电发生，就会引发爆炸。由于这个原因造成了许多工业事故。
電導率低于50pS/m的流体被划为不易导电。在電導率高于50pS/m的流体中，静电积累的速率和电荷中和的速率相等，或比它更低，所以静电难以累积起来。化学工业中，50pS/m是判断是否需要为设备添加除静电装置的标准。
煤油的電導率从少于1pS/m到20pS/m不等。相比之下，去离子水的電導率大约10,000,000pS/m。

### 航天飞行
由于太空环境中湿度非常低，会有大量的静电积累起来，对航天器上的仪器造成危害。登上月球的宇航员在极度干燥的地面行走之后接触航天器时也会发生强烈的放电，会对精密仪器造成影响。 

## 能量
静电放电时释放的能量有大有小，覆盖了相当广的范围。将积累了静电的物体视作电容器，则放电时释放的能量{\displaystyle E}可以由电容器的电容{\displaystyle C}、电压{\displaystyle U}以及储存的电荷量{\displaystyle Q}得到：
{\displaystyle E={\frac {1}{2}}CU^{2}}
或{\displaystyle E={\frac {1}{2}}QU}
有实验人员估计，人体的电容大约为400pF，电压50,000伏特（以触碰汽车时为例），放电时释放的能量大约0.5焦耳另有估计为100-300pF和20,000伏特，大约释放0.06焦耳能量。国际电工委员会标准479-2:1987指出能量大于5J的放电会对人体健康造成直接的风险。这一委员会的标准60065指出消费级产品不能对人产生能量大于0.35J的放电。
低至0.2mJ的电火花可能存在着火的危险，但这种如此低能量的火花往往低于人的视觉和听觉感知的最小阈值。
典型的引燃能量：
- 氢气 0.017 mJ
- 碳氢化合物蒸汽 0.2-2 mJ
- 较细的可燃性粉尘 1–50 mJ
- 较粗的可燃性粉尘 40–1000 mJ

足以破坏大多数电子设备的静电能量通常为2到1000nJ (2*10-9J~1*10-6J)。

## 消除和预防
消除静电的最简单方法就是使用空气加湿器，提高空气的相对湿度可以增强空气的导电性，有利于物体上的静电经过空气被导走。使用离子发生器也能达到相同的效果。
对静电放电敏感的物体可以使用抗静电剂，使它们的表面变得容易导电，从而防止静电积累。
许多半导体设备对静电很敏感，这些电路元件通常需要用防静电包装（例如由金属网制成）来进行保护。在对含有敏感元件的电路进行操作时，人们也会穿戴防静电装置。
|  |  |

## 应用
在复印、空气过滤、印刷、喷漆等领域有利用静电的特性。